# Lilla dammen
Lilla dammen är en sjö i Botkyrka kommun i Södermanland och ingår i Norrströms huvudavrinningsområde.